# Teodozijev obelisk
Teodozijev obelisk (turško Dikilitaş) je staroegipčanski obelisk faraona Tutmoza III., ki ga je na hipodromu v Konstantinoplu (danes znan kot At Meydanı ali Sultanahmet Meydanı, v sodobnem mestu Carigrad v Turčiji) ponovno postavil rimski cesar Teodozij I. v 4. stoletju našega štetja.

## Zgodovina
Obelisk je v času 18. dinastije postavil faraon Tutmoz III. (1479–1425 pr. n. št.) južno od sedmega pilona velikega templja v Karnaku. Rimski cesar Konstancij II. (337–361 n. št.) ga je dal s še enim obeliskom prepeljati ob reki Nil v Aleksandrijo v spomin na njegovo ventennalio ali 20 let na prestolu leta 357. Drugi obelisk so postavili na srednji trak (spina)  Circusa Maximusa v Rimu jeseni tega leta in je zdaj znan kot Lateranski obelisk. Obelisk, ki bo postal Teodozijev obelisk, je ostal v Aleksandriji do leta 390; ko ga je Teodozij I. (379–395 n. št.) dal prepeljati v Konstantinopel in tam postaviti na srednji trak hipodroma.

## Opis

### Obelisk
Teodozijev obelisk je iz rdečega granita iz Asuana in je bil prvotno visok 30 m, tako kot Lateranski obelisk. Spodnji del je bil poškodovan v antiki, verjetno pri transportu ali ponovni postavitvi, zato je obelisk danes visok le 18,54 m (oz. 19,6 m) oziroma 25,6 m, če vštejemo podstavek. Med štirimi vogali obeliska in podstavka so štiri bronaste kocke, ki se uporabljajo pri njegovem transportu in ponovni postavitvi.
Vsaka od njegovih štirih stranic ima en sam osrednji stolpec napisa, ki praznuje zmago Tutmoza III. nad Mitani, ki se je zgodila na bregovih Evfrata okoli leta 1450 pr. n. št.
- Spodnji del napisa (južna stena).
- Vrh napisa (južna stena).
- Hieroglifi na Teodozijevem obelisku.

### Podstavek
Na marmornem podstavku so bili reliefi, ki segajo v čas ponovne postavitve obeliska v Konstantinoplu. Na eni stranici je prikazan Teodozij I., ki ponuja krono zmage zmagovalcu v dirkah z vozovi, uokvirjenim med oboki in korintskimi stebri, z veselimi gledalci, glasbeniki in plesalci, ki sodelujejo pri slovesnosti. V spodnjem desnem delu tega prizora so Ktezibijeve vodne orgle, na levi pa še en instrument.
- Cesar in njegov dvor (južna stena).
- Dirka z vozovi (južna stena).
- Podreditev barbarov (zahodna stena).
- Teodozijev obelisk: Homage je premagal sovražnike
- Homage je premagal sovražnike
- Homage je premagal sovražnike
- Orgle med glasbeniki
- Orgle med glasbeniki
- Glasbeniki

Očitne so sledi večjih poškodb podstavka in njegove energetske obnove. Manjkajoče kose so na spodnjih vogalih podstavka nadomestile kocke porfirja, ki ležijo na že omenjenih bronastih kockah – bronasta in porfirna kocka sta enake oblike in dimenzij. Na eni od stranic obeliska je tudi navpična razreza, ki je od zgoraj videti kot kanal. Ta popravila baze so lahko povezana z razpokanjem samega obeliska po hudi nesreči (morda potresu) ob neznanem dogodku v antiki. 
- Cesar in njegov dvor, bronaste in porfirne kocke, rez (severna stena).
- Prevoz obeliska.
 Sledi navpične zareze (severna stena).
- Postavitev obeliska

### Napisi
Na vzhodni strani podstavka je napis v petih latinskih heksametrih. Ta je na dnu nekoliko prelomljen, vendar so ga v 16. stoletju v celoti prepisali popotniki. Piše:
DIFFICILIS QVONDAM DOMINIS PARERE SERENIS
IVSSVS ET EXTINCTIS PALMAM PORTARE TYRANNIS
OMNIA THEODOSIO CEDVNT SVBOLIQVE PERENNI
TER DENIS SIC VICTVS EGO DOMITVSQVE DIEBVS
IVDICE SVB PROCLO SVPERAS ELATVS AD AVRAS
Prevod:
»Prej [sem] nerad ubogal miroljubne gospodarje in sem ukazal nositi palmo [zmage] za tirane, ki so zdaj premagani in pozabljeni. [Toda] se vse podaja Teodoziju in njegovemu večnemu potomcu. Tudi mene so premagali in ukrotili v trikrat desetih dneh, dvignjeni proti nebu pod upraviteljem Prokulom.«
Na zahodni strani se ista ideja ponovi v dveh elegičnih dvostihih, upodobljenih v bizantinski grščini, čeprav tokrat poroča, da je ponovna montaža trajala 32 dni (TPIAKONTA ΔYO, zadnja vrstica) in ne 30:
KIONA TETPAΠΛEYPON AEI XΘONI KEIMENON AXΘOC
MOYNOC ANACTHCAI ΘEYΔOCIOC BACIΛEYC
TOΛMHCAC ΠPOKΛOC EΠEKEKΛETO KAI TOCOC ECTH
KIΩN HEΛIOIC EN TPIAKONTA ΔΥΩ
Prevod:
 »"Ta steber s štirimi stranmi, ki je ležal na zemlji, si je le cesar Teodozij upal ponovno dvigniti njegovo  breme; Proklo je bil povabljen, da izvrši njegov ukaz; in ta velik steber je vstal v 32 dneh.«